# Chaviolas

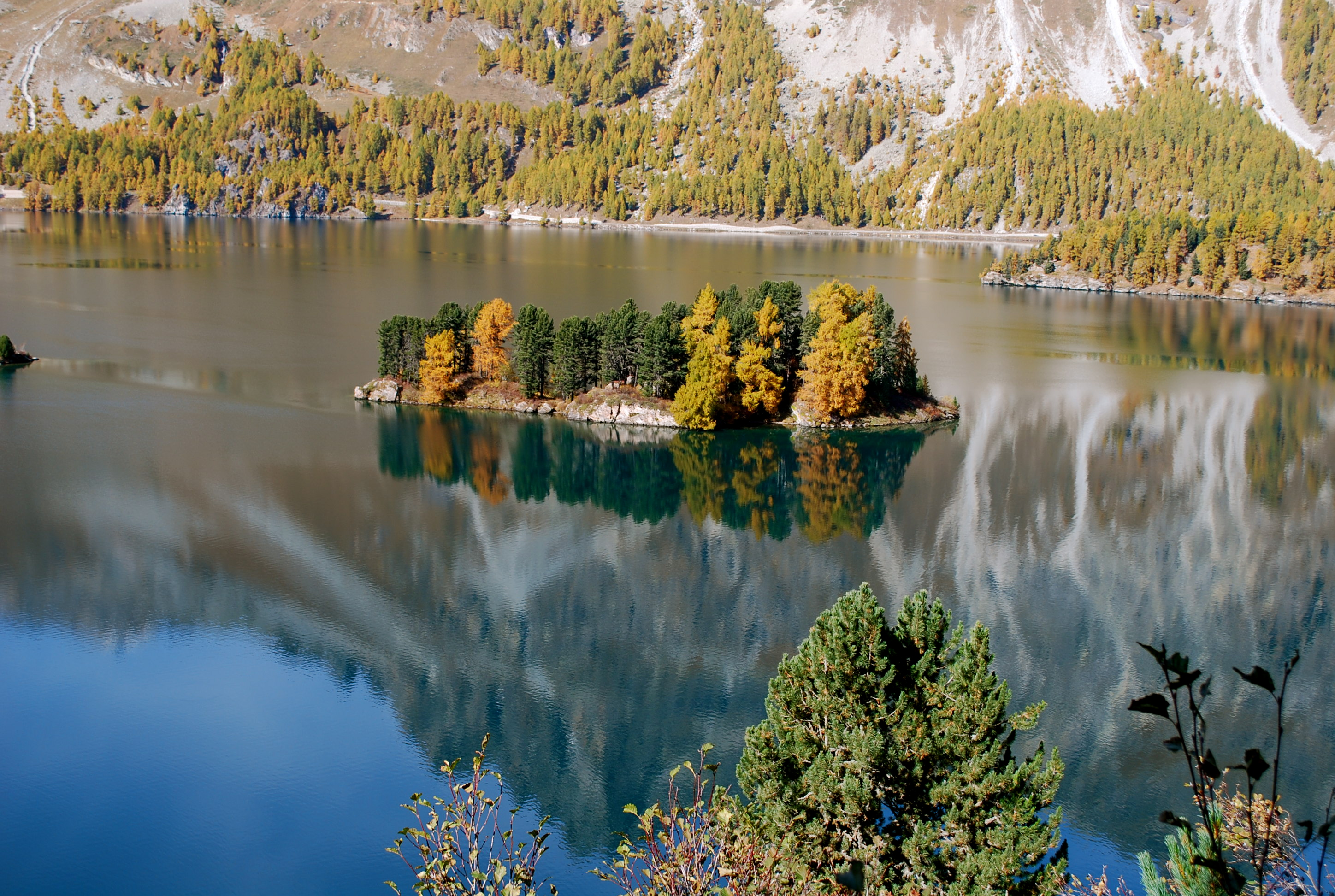
fotografia wyspy

Chaviolas – wyspa na jeziorze Silsersee położonym w kantonie Gryzonia, w Szwajcarii. W najdłuższym miejscu wyspa ma 120 m, w najszerszym 80 m. Najwyższy punkt na Chaviolas wynosi 1809 m n.p.m., tj. 12 m powyżej lustra wody jeziora. Wyspa jest prawie całkowicie zalesiona. Chaviolas leży w zatoce na południe od półwyspu Chastè i oddalona jest około 200 m od brzegu.